# Lagoa de Garopaba do Sul
Lagoa de Garopaba do Sul é um corpo d'água no município catarinense de Jaguaruna que deságua no oceano Atlântico através do arroio Camacho.